# Liste des guerres de l'Irlande
Cette liste regroupe les guerres et conflits ou ayant vu la participation de l'Irlande sous ses différentes entités. Voici une légende facilitant la lecture de l'issue des guerres ci-dessous :
- Victoire irlandaise
- Défaite irlandaise
- Autre résultat (par exemple un traité ou une paix sans un résultat clair, un statu quo ante bellum, un résultat inconnu ou indécis)
- Conflit en cours

| Début           | Fin             | Nom du conflit                   | Belligérants | Belligérants | Lieu | Issue                                                                                                 |
| Début           | Fin             | Nom du conflit                   | Alliés (y compris l'Irlande) | Ennemis | Lieu | Issue                                                                                                 |
| --------------- | --------------- | -------------------------------- | --- | --- | --- | --- |
| 1792            | 1797            | Guerre de la Première Coalition  | République française République batave (à partir de 1795) Les Irlandais Unis (à partir de 1796) Royaume d'Espagne (à partir de 1796)                                                                                             | Première Coalition : Saint-Empire Archiduché d'Autriche Royaume de Prusse Royaume de Grande-Bretagne Royaume de Naples Royaume de Sicile Royaume de Sardaigne Empire russe Provinces-Unies Grand-duché de Toscane Duché de Modène Duché de Parme Royaume d'Espagne (jusqu'en 1796) Royalistes français : Vendéens Chouans Armée des princes Royalistes français Fédéralistes français | France, Belgique, Suisse, Italie, Espagne, Allemagne, Irlande Océan Atlantique, Mer du Nord, Mer Méditerranée | Victoire de la France et de ses alliés Traité de Campo-Formio Échec de l’Expédition d'Irlande de 1796 |
| 1798            | 1802            | Guerre de la Deuxième Coalition  | République française République batave République helvétique République cisalpine République romaine République cisrhénane République ligurienne République parthénopéenne Les Irlandais Unis Danemark-Norvège Royaume d'Espagne | Deuxième Coalition : Saint-Empire Archiduché d'Autriche Royaume de Grande-Bretagne Empire russe Armée des émigrés Royaume de Naples Royaume de Sicile Royaume de Sardaigne Royaume de Suède Empire ottoman | France, Italie, Allemagne, Pays-Bas, Suisse, Irlande, Égypte                                                  | Victoire française Traité de Lunéville Paix d'Amiens Échec de l’Expédition d'Irlande de 1798          |
| 24 avril 1916   | 30 avril 1916   | Insurrection de Pâques           | Irish Republican Brotherhood | Royaume-Uni de Grande-Bretagne et d'Irlande | Dublin | Victoire britannique                                                                                  |
| 21 janvier 1919 | 11 juillet 1921 | Guerre d'indépendance irlandaise | République irlandaise | Royaume-Uni de Grande-Bretagne et d'Irlande | Irlande | Traité anglo-irlandais Création de l’État libre d'Irlande                                             |
| 28 juin 1922    | 24 mai 1923     | Guerre civile irlandaise         | État libre d'Irlande | Irish Republican Army | Irlande | Défaite des forces opposées au traité et confirmation de l'État libre d'Irlande                       |
| 1968            | 1998            | Conflit nord-irlandais           | Irlande Royaume-Uni | Républicains Loyalistes | Irlande du Nord                                                                                               | Cessez-le-feu Accord du Vendredi saint Accord de Saint-Andrews                                        |